# Dassault Mercure
Dassault Mercure je bilo dvomotorno ozkotrupno reaktivno potniško letalo francoskega proizvajalca Dassault Aviation. Na izgled je zelo podoben ameriškemu Boeingu 737. Prvi let je bil 21. maja 1971, zadnji pa leta 1995. Zgradili so 18 letal, ki so skupaj prevozila 44 milijonov potnikov in zbrala 360000 letečih ur. Mercure ni imel nobene nesreče. 
Kapaciteta je bila okorg 140 potnikov, dolet pa okrog 2000 kilometrov. Leta 1974 je dobil certifikacijo za CAT IIIA avtopristanek. 

## Specifikacije
Podatki iz Jane's All The World's Aircraft 1976–77
Splošne karakteristike
- Posadka: 3: pilot, kopilot in inženir
- Število sedežev: 162 potnikov (gosto)
- Dolžina: 34,84 m (114 ft 31⁄2 in)
- Razpon kril: 30,55 m (100 ft 3 in)
- Višina: 11,36 m (37 ft 31⁄4 in)
- Površina kril: 116 m² (1248 ft²)
- Vitkost: 8:1
- Teža praznega letala: 31800 kg (69960 lb)
- Maks. vzletna teža: 56500 kg (124300 lb)
- Pogon letala: 2 × Pratt & Whitney JT8D-15 turbofan, 68,9 kN (15500 lbf) vsak

 Zmogljivost 
- Maks. hitrost: 926 km/h (500 vozlov, 575 mph)
- Potovalna hitrost: 825 km/h (446 vozlov, 512 mph)
- Doseg: 2084 km (1125 nmi, 1295 mi)
- Višina leta: 12000 m (39000 ft)
- Hitrost vzpenjanja: 16.7 m/s (3,300 ft/min)
- Vzletna razdalja: 2100 m (6900 ft)
- Pristajalna razdalja: 1755 m (5670 ft)